# Таранто (Рим)
Таранто је насеље у Италији у округу Рим, региону Лацио.
Према процени из 2011. у насељу је живело 24 становника. Насеље се налази на надморској висини од 189 м.